# كيت هولت
كيت هولت (بالإنجليزية: Kate Holt)‏ هي صحفية ومصورة بريطانية، ولدت في 1972 في زيمبابوي.